# Carrall

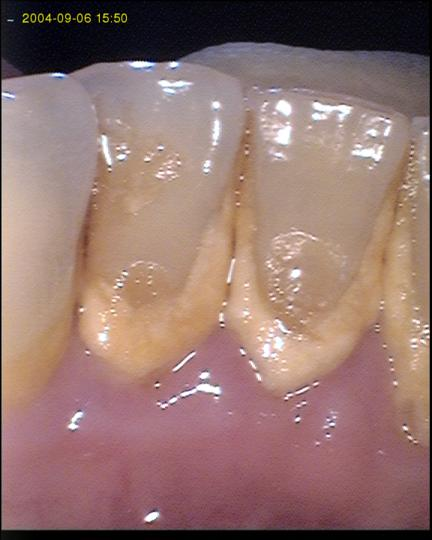
Placa del tàrtar

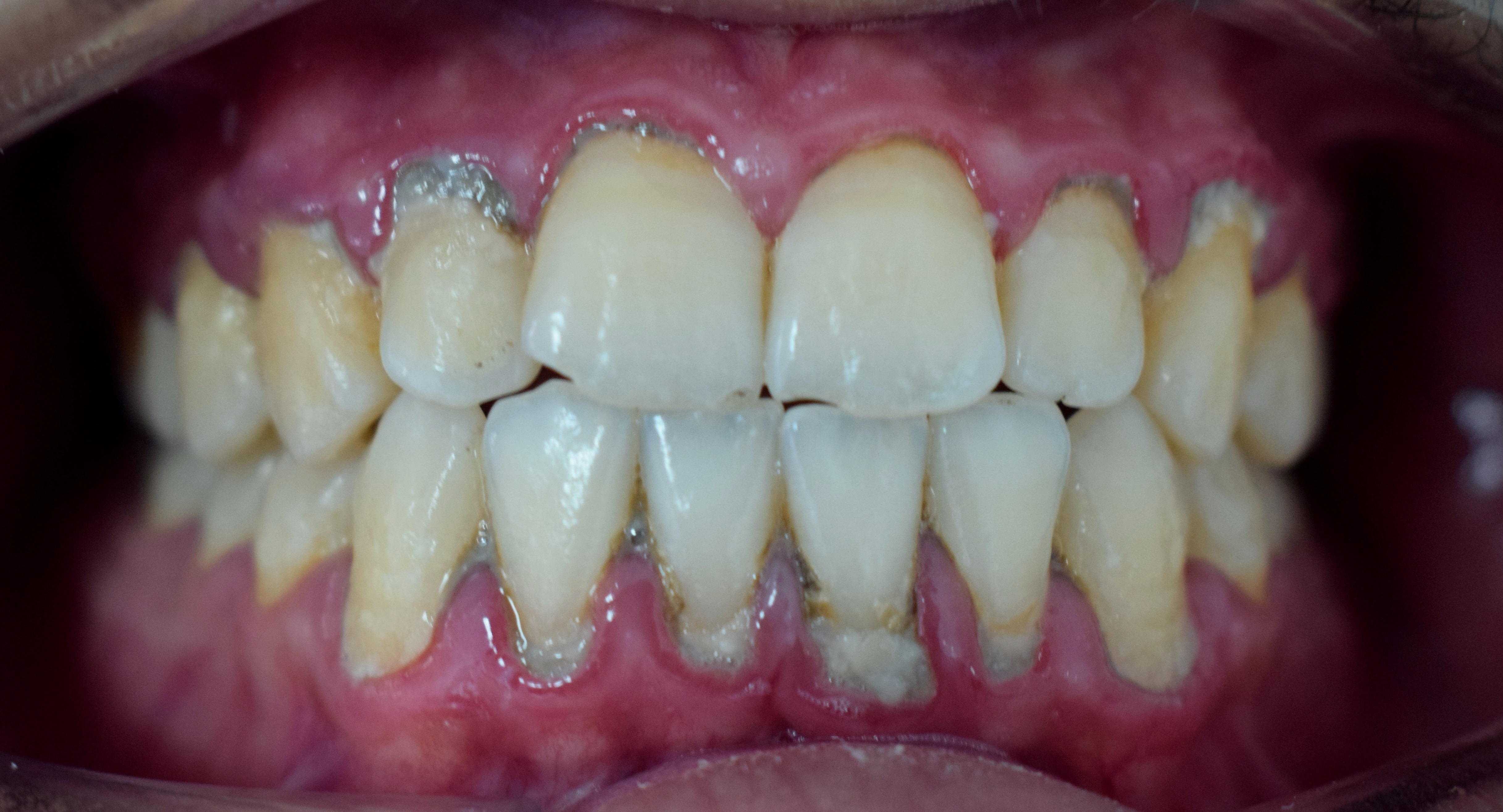
La placa dental es diposita a la superfície del tàrtar dental

Radiografia on es mostren (fletxes) calcificacions del carrall.

El carrall, tosca, tàrtar dental o càlcul dental és placa dentària mineralitzada.
A diferència de la placa dentària, que s'ha d'eliminar regularment amb una bona higiene bucodental, el tàrtar no es pot pas llevar solament amb un raspall de dents. El descalçament, descarnadura o recessió gingival es tracta per una desincrustació, mitjançant dispositius d'ultrasons i curetes.

## Formació
El tàrtar es forma principalment a la superfície lingual (és a dir, al costat de la llengua) de les incisives baixes. De fet, la saliva de les glàndules sublinguals conté una gran concentració de calci, cosa que facilita la mineralització. També s'observa a la superfície bucal (és a dir al costat de la galta) de la primera molars més alta. Si es diposita més rarament en un altre lloc, pot afectar totes les dents en cas d'higiene bucal deficient.
El tàrtar es forma més o menys ràpidament segons l'individu. El fenomen depèn de diferents factors:
- qualitat del raspallament: es lleva més placa dentària, doncs es pot formar menys tàrtar;
- característiques de la saliva (pH, capacitat d'amortització, quantitat, etc);
- acció d'agents exògens. Així, tabac, radiació o certs fàrmacs indueixen una disminució o una supressió del flux salival i, per tant, un augment del risc de desenvolupament de placa bacteriana i, en conseqüència, del càlcul.

El tàrtar, normalment clar, pot ser acolorit per sang o bé pel consum de productes com el te, el cafè o el tabac i presentar tons més o menys prop del bru fosc. Aquesta mena de coloració es pot observar en càries o càries aturades.

## Localització
El tàrtar es pot dipositar a tota la superfície de les dents. Cal destriar:
- càlcul supragingival: és el que es pot veure a ull nu. Sol tenir una color blanquinosa;
- càlcul subgingival: és el càlcul que es diposita a la rel de la dent, protegit de la geniva, en la zona de la butxaques periodontals. Sovint és molt més fosc. Aquest tàrtar és el més damnós: els bacteris es protegeixen dins de la butxaca i gradualment la flora aeròbica esdevé flora anaeròbia, més patògena. Demés, com que hom no ho veu, no se n'adona.

## Composició
El càlcul dental és més complex que el tàrtar que hi ha a la plomeria, està compost per 75% de substàncies minerals (carbonat càlcic, fosfats de calci i de magnesi, sals de zinc, manganès i coure, etc.) i matèria orgànica (productes de bacteris, elements d'origen sanguini i saliva) i aigua a 15%.

## Profilaxi
La millor manera d'evitar la forma de tàrtar és la bona higiene bucal, amb un raspallament suau, d'almenys dos minuts, dues vegades al dia, i l'ús de fil dentari cada dia, i fer una visita cal dentista un cop a l'any si més no (2 vegades preferentment). També es recomana una desincrustació o tartrectomia regular. No sols s'han de raspallar les dents, sinó també les genives, per exemple amb un raspall de dents amb cerdes més suaus.
Es recomana l'ús de fil dentari per a eliminar la placa entre les dents, puix que el càlcul es desenvolupa fàcilment en espais estrets.